# Straatintimidatie

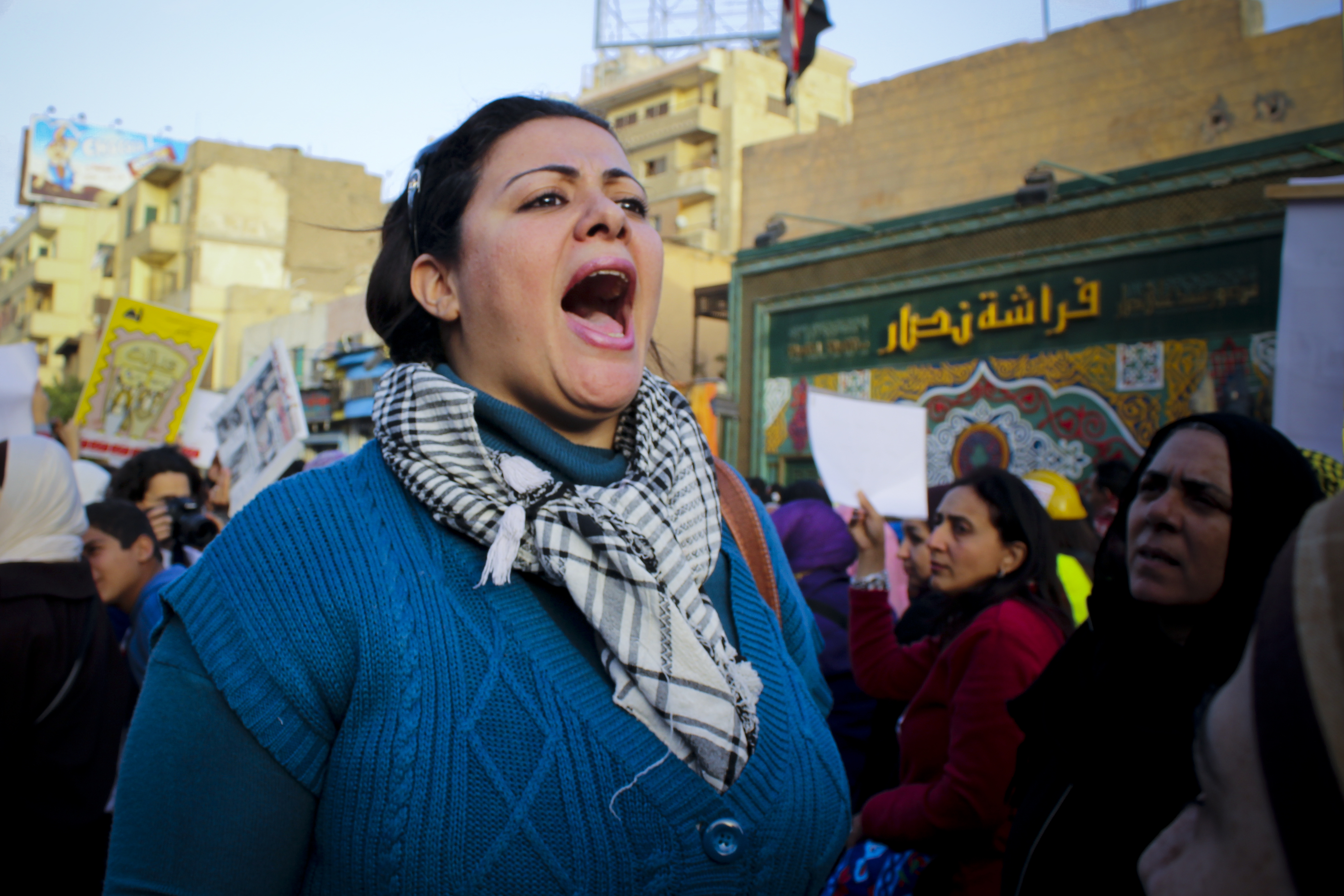
Protestmars tegen straatintimidatie in Egypte in 2013 naar aanleiding van aanrandingen op het Tahrirplein

Straatintimidatie is een verbale, non-verbale of fysieke ongewenste toenadering in de openbare ruimte. Het kan hierbij gaan om bijvoorbeeld nafluiten, nasissen, naroepen, nastaren, seksuele gebaren, agressief om seks vragen, hinderlijk volgen, betasten of in het nauw drijven. Het is vaak een vorm van seksuele intimidatie en wordt als er alleen sprake is van verbale uitingen ook wel catcallen genoemd.

## Nederland
In Amsterdam hadden in 2017 79% van de jonge vrouwen van 15-34 jaar met een vorm straatintimidatie te maken. In de stad is een stijgende trend van intimidatie gericht op lesbische, homoseksuele en biseksuele Amsterdammers te zien. Ook mensen met een duidelijk religieuze uiting als hoofddoek of keppel, of mensen met een beperking hebben in de hoofdstad soms te maken met straatintimidatie.
Uit een in 2017 gepubliceerd onderzoek van de Erasmus Universiteit naar de situatie in Rotterdam bleek dat 44% van de geënquêteerde vrouwen daar weleens op straat geïntimideerd was. Het vaakst dachten zij dat het ging om mannen van Marokkaanse afkomst (32%). Verder waren de meeste plegers (50%) volgens hen tussen de 18 en de 25 jaar oud.
In 2020 startte een studente een petitie tegen straatintimidatie in Enschede, waar zij en haar vriendinnen vaak mee te maken kregen, volgens haar met name door mannen 'van allochtone afkomst'. De petitie was na enkele weken ruim 16.000 keer ondertekend.
In een enquête van de gemeente Utrecht uit 2019 zei 46% van de respondenten dat straatintimidatie (waaronder volgens de gemeente Utrecht ook nastaren valt) te hebben meegemaakt. Volgens hen waren de daders bijna altijd mannen, veelal jong en met een migratie-achtergrond.
In 2024 publiceerde Pointer een onderzoek naar het veiligheidsgevoel van vrouwen in de openbare ruimte. Volgens Pointer is het voor vrouwen gewoon om rekening te houden met de dreiging van onder meer straatintimidatie. Van de 7400 respondenten gaf veertig procent aan bepaalde plaatsen te vermijden in het donker. Dertig procent van de respondenten zei bepaalde plaatsen altijd te vermijden, ongeacht het moment van de dag. Een op de vijf ondervraagden gaf aan zich (licht) te bewapenen door middel van sleutels, pepperspray of een zelfverdedigingssleutelhanger.

## België
In haar afstudeerfilm Femme de la rue (2012) besteedde de Belgische filmmaakster Sofie Peeters aandacht aan de seksuele intimidatie die zij ervoer in de multiculturele Brusselse Anneessenswijk. De film lokte een fel debat uit over de manier waarop autochtone vrouwen door – veelal – mannen van Noord-Afrikaanse afkomst werden bejegend.